# Philips Sport Vereniging 2003-2004
Questa voce raccoglie le informazioni riguardanti il Philips Sport Vereniging nelle competizioni ufficiali della stagione 2003-2004.

## Rosa
| N. |                                | Ruolo | Calciatore                 |
| -- | ------------------------------ | ----- | -------------------------- |
| 1  | Paesi Bassi (bandiera)         | P     | Rob van Dijk               |
| 2  | Paesi Bassi (bandiera)         | D     | André Ooijer               |
| 3  | Corea del Sud (bandiera)       | D     | Lee Young-pyo              |
| 4  | Paesi Bassi (bandiera)         | D     | Ernest Faber               |
| 5  | Paesi Bassi (bandiera)         | D     | Wilfred Bouma              |
| 6  | Paesi Bassi (bandiera)         | C     | Mark van Bommel            |
| 7  | Corea del Sud (bandiera)       | C     | Park Ji-sung               |
| 8  | Paesi Bassi (bandiera)         | A     | Jan Vennegoor of Hesselink |
| 9  | Serbia e Montenegro (bandiera) | A     | Mateja Kežman              |
| 10 | Brasile (bandiera)             | C     | Leandro Bonfim             |
| 11 | Paesi Bassi (bandiera)         | C     | Arjen Robben               |
| 13 | Paesi Bassi (bandiera)         | C     | Remco van der Schaaf       |
| 14 | Svizzera (bandiera)            | C     | Johann Vogel               |
| 15 | Svizzera (bandiera)            | A     | Johan Vonlanthen           |

| N. |                        | Ruolo | Calciatore       |
| -- | ---------------------- | ----- | ---------------- |
| 16 | Paesi Bassi (bandiera) | D     | Theo Lucius      |
| 18 | Ghana (bandiera)       | D     | Eric Addo        |
| 19 | Danimarca (bandiera)   | C     | Dennis Rommedahl |
| 20 | Paesi Bassi (bandiera) | D     | Jürgen Colin     |
| 22 | Paesi Bassi (bandiera) | C     | Jordi Hoogstrate |
| 23 | Paesi Bassi (bandiera) | P     | Ronald Waterreus |
| 24 | Brasile (bandiera)     | C     | Marquinho        |
| 25 | Paesi Bassi (bandiera) | C     | John de Jong     |
| 29 | Paesi Bassi (bandiera) | D     | Kevin Hofland    |
| 30 | Danimarca (bandiera)   | D     | Kasper Bøgelund  |
| 31 | Paesi Bassi (bandiera) | A     | Otman Bakkal     |
| 32 | Brasile (bandiera)     | A     | Edson            |
| 35 | Danimarca (bandiera)   | D     | Michael Jakobsen |
| 48 | Paesi Bassi (bandiera) | C     | Ibrahim Afellay  |